# Reach, Cambridgeshire
Reach är en civil parish i Storbritannien.   Den ligger i distriktet East Cambridgeshire i grevskapet Cambridgeshire i riksdelen England, i den sydöstra delen av landet, 90 km norr om huvudstaden London. Antalet invånare är 358. Arean är 10,4 kvadratkilometer.
Terrängen i Reach är mycket platt.